# La Badia (Tremp)
La Badia és una obra de Tremp (Pallars Jussà) protegida com a Bé Cultural d'Interès Local.

## Descripció
Edifici construït entre mitgeres i de quatre nivell (planta baixa i tres pisos). L'únic element patrimonial destacable és la porta principal adovellada de pedra, de factura força tosca, conformada per un arc de mig punt de peces regulars i brancals de carreus disposats en forma de pinta. El conjunt de peces que constitueixen l'obertura presenten l'angle interior bisellat.

## Història
No es disposa de dates documentals sobre els orígens d'aquest; l'element arquitectònic que aporta una datació relativa de la seva construcció és a la porta principal, amb un arc datable als segles XVI - XVII.